# Теофил Готје
Теофил Готје (фр. Theophile Gautier; Тарб, 30. август 1811 — Париз, 23. октобар 1872) је био француски писац из XIX века. По поетском стилу био је романтичар, али га је тешко сврстати само у ту категорију. Оснивач је теорије ларпурлартизма, припадао је кругу песника Парнасовске школе, а био је близак и идејама симболизма. 
У младости се бавио сликарством, али се под утицајем Виктора Игоа определио за песништво. Као књижевник, поред поезије, бавио се и приповедаштвом, писао је путописе, фантастичне романе (Госпођица де Мопен) и приче. Био је још теоретичар уметности и новинар.
| „                                                   | …Неко је негде рекао да књижевност и уметност утичу на морал. Ко год био, несумњиво је био велика будала. Било би то као да кажете да зелени грашак чини пролеће, док грашак расте јер је пролеће. … Ништа што је лепо није неопходно за живот. Могли бисте истребити цвеће и свет не би патио материјално; а ко би пожелео да нема цвећа? Радије бих се одрекао кромпира него ружа. … Не постоји ништа заиста лепо сем онога што никада не може бити од користи; све што је корисно је ружно, јер је израз неке потребе, а човекове потребе су неплемените и гадљиве као и његова јадна немоћна природа. Најкорисније место у кући је котлић за пуштање воде. | ” |
| — Теофил Готје, Предговор романа Госпођица де Мопен | |   |